# فيليب براون
فيليب براون (بالإنجليزية: Philip Martin Brown) (و. 1956 – م) هو ممثل، من المملكة المتحدة، ولد في مانشستر.

## وصلات خارجية
- فيليب براون على موقع IMDb (الإنجليزية)
- فيليب براون على موقع روتن توميتوز (الإنجليزية)
- فيليب براون على موقع ألو سيني (الفرنسية)
- فيليب براون على موقع قاعدة بيانات الأفلام السويدية (السويدية)
- فيليب براون على موقع قاعدة بيانات الفيلم (الإنجليزية)
- فيليب براون على موقع كينوبويسك (الروسية)